# ناعومي وولف
ناعومي وولف (بالإنجليزية: Naomi Wolf) (و. 1962 – م) في سان فرانسيسكو، هي كاتبة سياسية، وناشِطة، ومستشارة سياسية، وكاتبة غير روائية من الولايات المتحدة الأمريكية . ولدت في سان فرانسيسكو . كانت مستشارة سياسية لآل جور وبيل كلينتون.
برزت وولف على الساحة عام 1991، كمؤلفة كتاب The Beauty Myth. ومع هذا الكتاب أصبحت متحدثة بأسم ما عرف فيما بعد باسم الموجة النسوية الثالثة. أشاد بالكتاب كل من غلوريا ستاينم وبيتي فريدان وآخرون، وأنتقد ذلك كميل باليا وكريستينا هوف سومرز. ومن الكتب الأخرى الأكثر مبيعاً لها، هو كتاب The End of America في عام 2007.
بدأت حياتها المهنية في الصحافة عام 1995 وتحدثت عن موضوعات في شتى المجالات مثل الإجهاض، واحتلوا وول ستريت وحركة إدوارد سنودن وداعش. وقد كتبت في ذا نيشن، والغارديان وهافينغتون بوست.

## أعمالها

### نهاية أمريكا
أخذ كتابها المعنون (بالإنجليزية: The End of America: Letter of Warning to a Young Patriot) «نهاية أميركا: رسالة تحذير موجهة إلى الشباب الوطنيين» نظرة تاريخية على صعود الفاشية، وحدد 10 خطوات ضرورية لجماعة فاشية أو حكومة لتدمير الطابع الديمقراطي من الدولة القومية وتخريب الحرية الاجتماعية والسياسية التي تمارس من قبل مواطنيها:
1. استدعاء ثقافة الخوف.
2. إنشاء سجون سرية لممارسة التعذيب.
3. تطوير طبقة اجتماعية للبلطجة أو قوة شبه عسكرية غير مسؤولة أمام المواطنين.
4. إنشاء نظام مراقبة داخلية.
5. مضايقة الحيز العام.
6. الانخراط في الاعتقال التعسفي ونشره.
7. استهداف الأفراد الرئيسيين.
8. السيطرة على الصحافة.
9. اتهام جميع المعارضين السياسيين بأنهم خونة.
10. تعليق سيادة القانون.[6]

ذكر الكتاب كيف تم تنفيذ هذا النمط في ألمانيا النازية، مملكة إيطاليا، وغيرها، ومن ثم يحلل ظهور الخطوات العشر السابقة وتطبيقها في الشؤون السياسية الأمريكية منذ أحداث 11 سبتمبر 2001.

## روابط خارجية
- ناعومي وولف على موقع IMDb (الإنجليزية)
- ناعومي وولف على موقع مونزينجر (الألمانية)
- ناعومي وولف على موقع إن إن دي بي (الإنجليزية)
- ناعومي وولف على موقع قاعدة بيانات الفيلم (الإنجليزية)